# Castello Grifeo (Partanna)

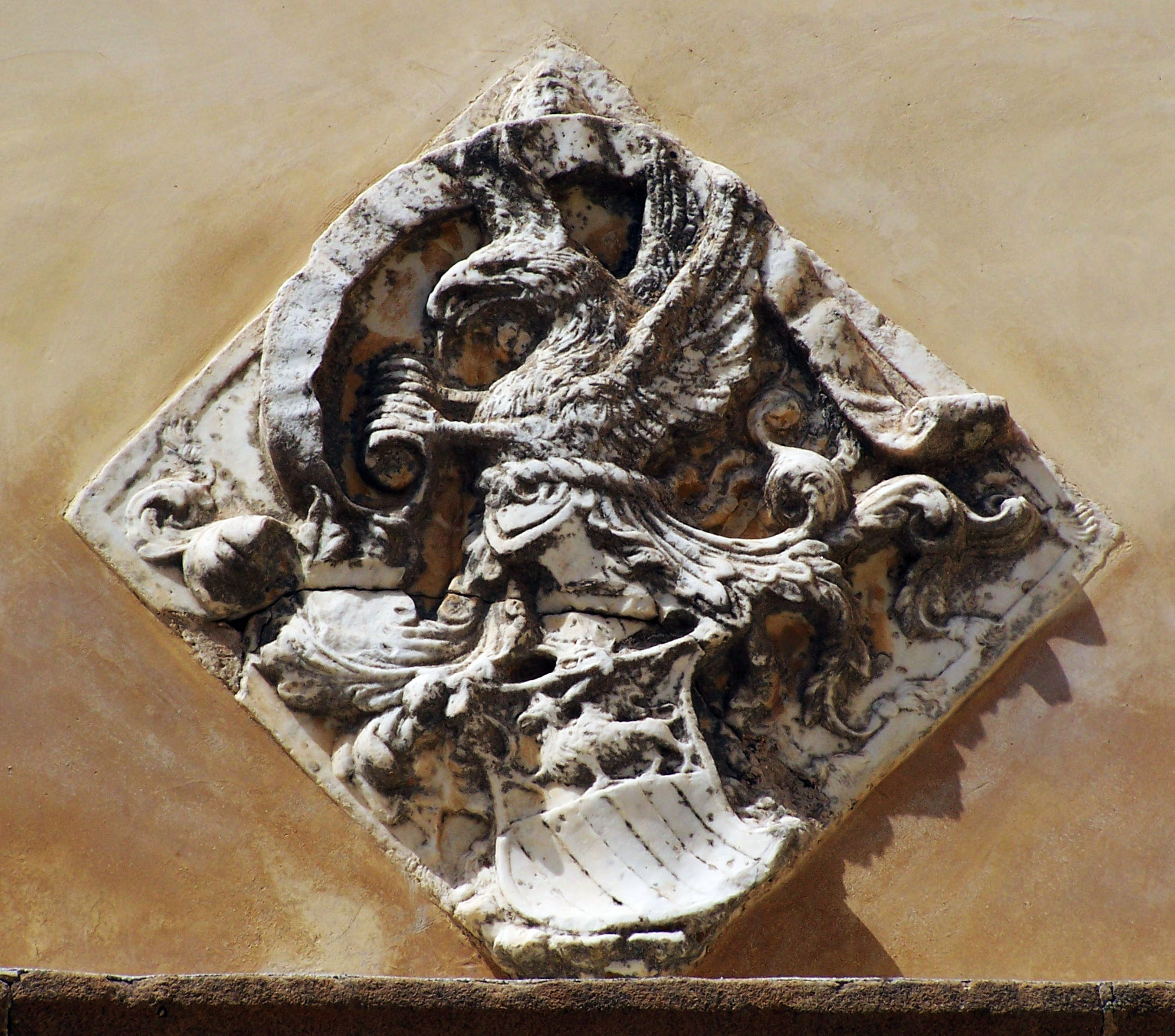
Stemma del Laurana Castello Grifeo Partanna

Il castello Grifeo è un edificio medievale collocato sulle pendici di una collina su cui si è poi sviluppata quella che oggi è la città di Partanna. 
È uno dei castelli della Sicilia occidentale meglio conservati e, dopo i restauri del 2003 e 2007, è usato come sede di eventi culturali. Dal 28 dicembre 2007 è "Museo Regionale di Preistoria del Belice - Centro di interpretazione e valorizzazione territoriale".
La sua fisionomia attuale risale al XIV secolo e venne commissionato dalla famiglia Grifeo dalla quale aveva preso il nome e alla quale appartenne fino al 1890. Ma la storia del maniero è ben più antica: i Grifeo ottennero il territorio dal Gran Conte Ruggero nell'anno 1091 costruì il castello.

## Storia e origini
Non ci sono dati certi sull'edificazione del castello, a causa della scarsa documentazione; il suo primo nucleo potrebbe comunque essere stato formato da una preesistente torre di guardia normanna.
La prima testimonianza sul castello risale a un documento del 1355 in cui si cita un “castrum Partannae cum habitatione", cioè il castello di Partanna con il suo centro abitato; nei documenti precedenti Partanna era definita solo come casale . La costruzione può essere verosimilmente attribuita al barone Giovanni IV Graffeo.
Il castello, grazie alla sua posizione, dominava sul versante del fiume Belice e su tutto l'abitato medioevale, circondato da mura; oggi, in seguito all'ampliamento urbano, domina soltanto sui piccoli quartieri posti sulla parte sud-occidentale della collina del Cozzo Rizzo .
Nel 1374 il castello accolse il re Federico III ospitato dal barone Benvenuto Graffeo Maniace, figlio del barone Giovanni IV Graffeo .
Nel XVII secolo, il castello feudale divenne residenza principesca, per titolo concesso a Guglielmo I Grifeo dal Re Filippo IV di Spagna con suo privilegio, spedito il 10 agosto del 1627, esecutivo il 20 maggio 1628. L'edificio subì profonde trasformazioni (soprattutto all'interno), conservando però elementi architettonici di tipo difensivo, quali torri e merlature, la cui funzione era ormai solamente decorativa. Anche le sale subirono trasformazioni e furono arricchite con affreschi, dei quali soltanto uno è ancora oggi visibile.
Alla fine dell’800, esattamente il 3 giugno del 1887, il castello Grifeo e il giardino furono venduti dagli eredi del conte Leopoldo Grifeo, cioè i figli Giacomo, Emanuela e Severino di Caltagirone, al trapanese Girolamo Adragna Vario, barone di Altavilla. L'atto di vendita fu stipulato dal notaio Vito Molinari di Partanna e il prezzo pattuito comprendeva la cancellazione delle ipoteche che gravavano sul bene, più 13.000 lire in contanti.
Il barone Adragna, subito dopo la stipula del rogito, iniziò a restaurare il castello investendo ingenti somme. L'edificio infatti, ormai quasi in abbandono da diversi anni, presentava gravi danni sia alla struttura muraria sia alle coperture. Oltre ai tetti e alle strutture portanti furono migliorati e rinnovati gli interni; i lavori furono lunghi e dispendiosi, ma grazie all'impegno del barone il castello riacquistò nuovo splendore. Il nuovo proprietario comprò inoltre tre casupole edificate a ridosso del fabbricato e le donò al Comune di Partanna affinché l'amministrazione operasse una migliore sistemazione urbanistica dei luoghi limitrofi e compisse un'opera di riassetto dello spiazzo antistante, creando un belvedere. 
Nel cortile interno che dà accesso ai vari ambienti gli Adragna mantennero lo stemma dei Grifeo sopra l'ingresso centrale che dà accesso al più importante salone dell'edificio, ma posero lo stemma della propria famiglia su un altro ingresso che introduce nei locali baronali e lo riprodussero sui mattoni del pavimento dell'ingresso. Il castello iniziò così a rivivere e venne nuovamente adibito a residenza privata della famiglia, che vi trascorreva lunghi periodi dell'anno, soprattutto durante la mietitura, la vendemmia e la raccolta delle olive.
Tutta la proprietà passò dal barone Girolamo al figlio Francesco, poi al nipote Giovanni, al pronipote Fabrizio e quindi a Giovanni, figlio di Fabrizio, che abitò nel castello fino al 1991. Fu Fabrizio Adragna Sieri Pepoli che, intorno agli anni trenta del secolo scorso, decise di completare la ristrutturazione del complesso; furono restaurati i locali che una volta erano adibiti a scuderie, grandi ambienti con volte a botte caratterizzati da cunicoli sotterranei, che si suppone collegassero un tempo il castello ad altri edifici. Furono ristrutturate anche le cantine dove erano collocati gli antichi torchi per la produzione dell'olio e le enormi botti costruite in situ in noce di Slavonia atte a contenere il vino prodotto.
Nel periodo della Seconda Guerra Mondiale tutta la famiglia Adragna ed i loro parenti più stretti decisero di trasferirsi a Partanna per trascorrere in campagna questo difficile periodo, dal momento che il porto della città di Trapani era stato scelto come base sommergibilistica di primaria importanza e gli aeroporti di Milo e Chinisia come base di rifornimento per le truppe in Africa. Tuttavia durante il periodo bellico il castello non fu un luogo tranquillo come la famiglia sperava infatti un'ala venne requisita per essere destinata ad alloggio ufficiali e nel 1941 ospitò anche il principe Umberto di Savoia. Tra i personaggi illustri che nel tempo lo visitarono ricordiamo il cardinale Ernesto Ruffini che, nominato nel 1945 arcivescovo di Palermo, fu ospitato al castello durante una visita alla Chiesa madre di Partanna. Negli anni sessanta del secolo scorso la Regione Sicilia iniziò a provvedere alla tutela del patrimonio artistico storico e monumentale dell'isola ed anche il castello Grifeo fu considerato tra gli edifici importanti da tutelare. L'iter burocratico si completò nel 1991 con la vendita alla Regione dell'edificio da parte del barone Giovanni Adragna dei baroni d'Altavilla. Da allora e fino al 2016 il castello fu sotto la custodia della soprintendenza del Beni Culturali ed Ambientali di Trapani che ha destinato i locali ad ospitare il museo civico della preistoria.

## Il castello e i Grifeo
Il castello Grifeo di Partanna identifica la sua storia con la baronia della famiglia Grifeo (quest'ultima grafia fu utilizzata a partire dal XVI secolo) e con il barone Giovanni IV Graffeo.
Fino alla metà del XIII secolo i Grifeo ricoprivano spesso la carica di strategoto di Messina ed erano sporadicamente presenti nel territorio partannese: al tempo esisteva solo un casale.
Durante la dominazione aragonese i Grifeo si stabilirono nel territorio partannese accrescendo il loro prestigio soltanto dopo la costruzione del castello.
Solo nel XV secolo i Grifeo si stabilirono definitivamente nel castello.
Al 1468 si fa risalire, invece, la realizzazione a opera della bottega di Francesco Laurana dello stemma adottato dalla famiglia Grifeo, ancora oggi collocato nella parte alta del portone centrale del cortile. La sua realizzazione fu commissionata dal barone Onofrio.
Nel 1658 il barone Domenico Grifeo iniziò i lavori di trasformazione del castello rendendolo una “piccola reggia”. Il giardino fu ampliato e diviso in quattro parti: grazie ai lavori di sistemazione e di demolizione delle case intorno, dal giardino si poteva così godere di un'ampia veduta fino al mare.
Il giardino fu sistemato con viali, scale, aiuole, arricchito con vegetazione ornamentale e alberi da frutto e venne anche adornato con 12 statue che rappresentavano le stagioni, i pianeti e il tempo.
Queste statue furono realizzate dallo scultore Carlo D'Aprile che realizzò anche il bugnato del nuovo ingresso a nord-est del castello, aperto dal barone per assecondare lo sviluppo urbanistico del paese lungo l'attuale Corso Vittorio Emanuele II.

## Stemma

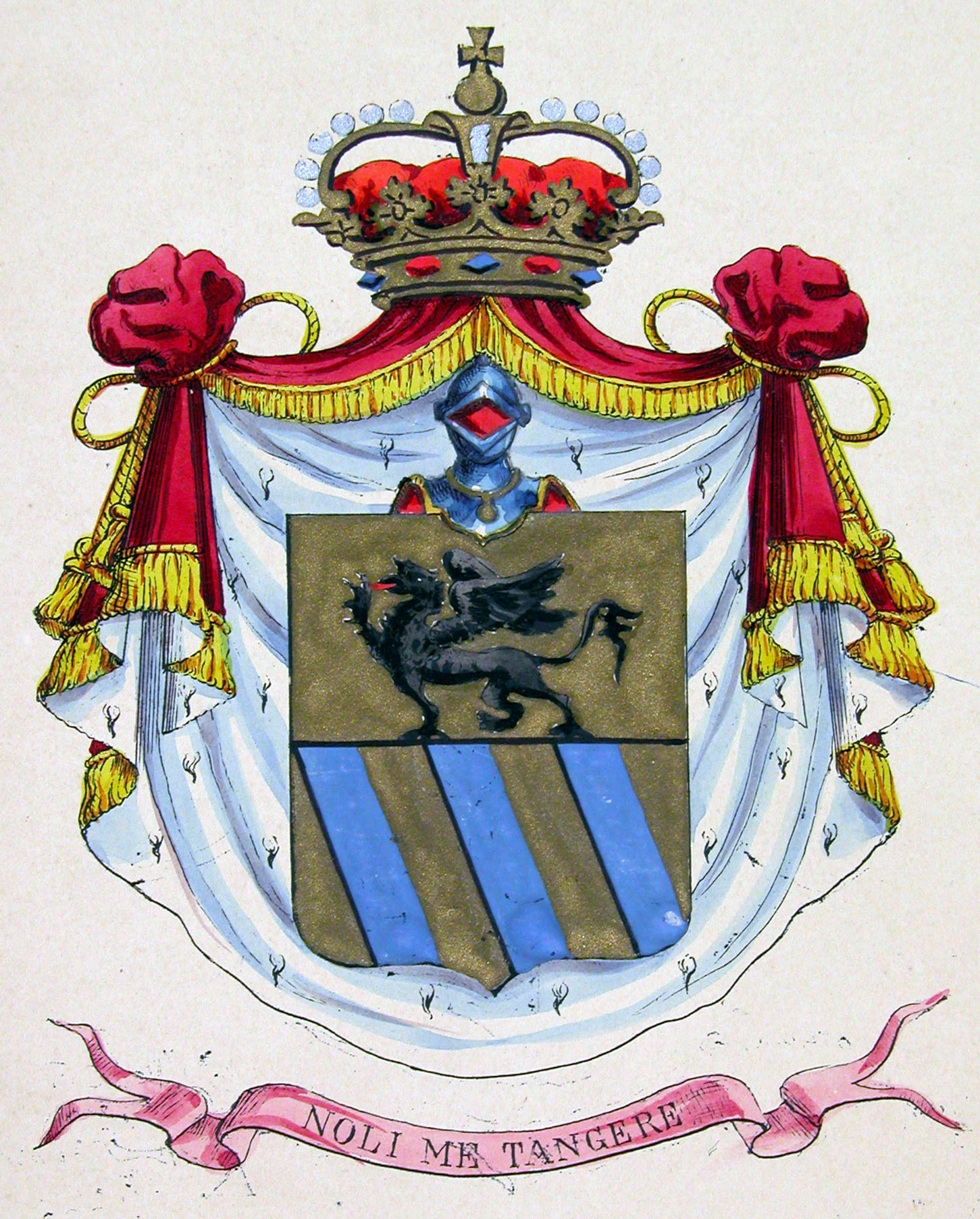
Stemma della famiglia Grifeo di Partanna

Lo stemma del castello Grifeo raffigura il grifo (animale fantastico) con gli artigli della zampa destra rampanti sulla lista e le sbarre dello scudo.
Questo stemma fu adottato dagli antichi baroni di Partanna, arrivati al seguito di Ruggero il Normanno. Non perfettamente chiara nel tempo l'adozione del cognome Grifeo e del simbolo araldico del Grifo, forse già in possesso della famiglia prima dell'arrivo in Sicilia o adottati con la vittoria dei normanni e l'ottenimento del feudo nel 1091. Titolo poi definitivamente confermato nel 1137 a Giovanni II Grifeo, nipote del primo, da Re Ruggero II.
Secondo una leggenda popolare il figlio del principe saraceno Anna, "signore di Partanna", riuscì nell'impresa e uccise il grifo che a quel tempo terrorizzava il territorio partannese.
Secondo la storia documentata e la tesi sulle lontanissime origini tenuta dai genealogisti più antichi e ripresa nei secoli successivi dagli esperti in storia e genealogia, i Grifeo sarebbero giunti da Creta dove possedevano già questo nome, avevano già lo stemma con il Grifone e governavano il feudo di Candia, inoltre sarebbero considerati come un ramo cadetto della famiglia imperiale dei Foca.
Citando un testo fra i tanti, “Il Blasone in Sicilia – Dizionario storico-araldico della Sicilia”, di V. Palizzolo Gravina: “Graffeo o Grifeo – Famiglia mobilissima e come dice il Minutoli, concordemente ad altri storici, trae sua origine dagl'Imperatori greci, vissuto avendo in Palermo con grande splendore, annoverandosi come la più antica famiglia siciliana perché trovata nobile dal conte Ruggiero, e posseditrice della terra di Partanna. E per tacere di una remota antichità, ci piace col Mugnos fermarci ad un Leone Foca (970), figlio di Bardafoca II, il quale dato l'ultimo crollo a' Bulgari, e vinto in battaglia il loro signore e capitano Grifeo, ne prese il nome e l'arme. Fu per questo ch'ei ottenne dal greco Imperatore l'isola di Candia, e numerosi castelli. Da lui un Euripione Graffeo, che con una squadra di canditoti venne militando in Sicilia, unitamente a Giorgio Maniace generale dell'armata greca contro i Saraceni, Principe e Vicario dell'Imperatore di Costantinopoli, facendone orribil scempio”.

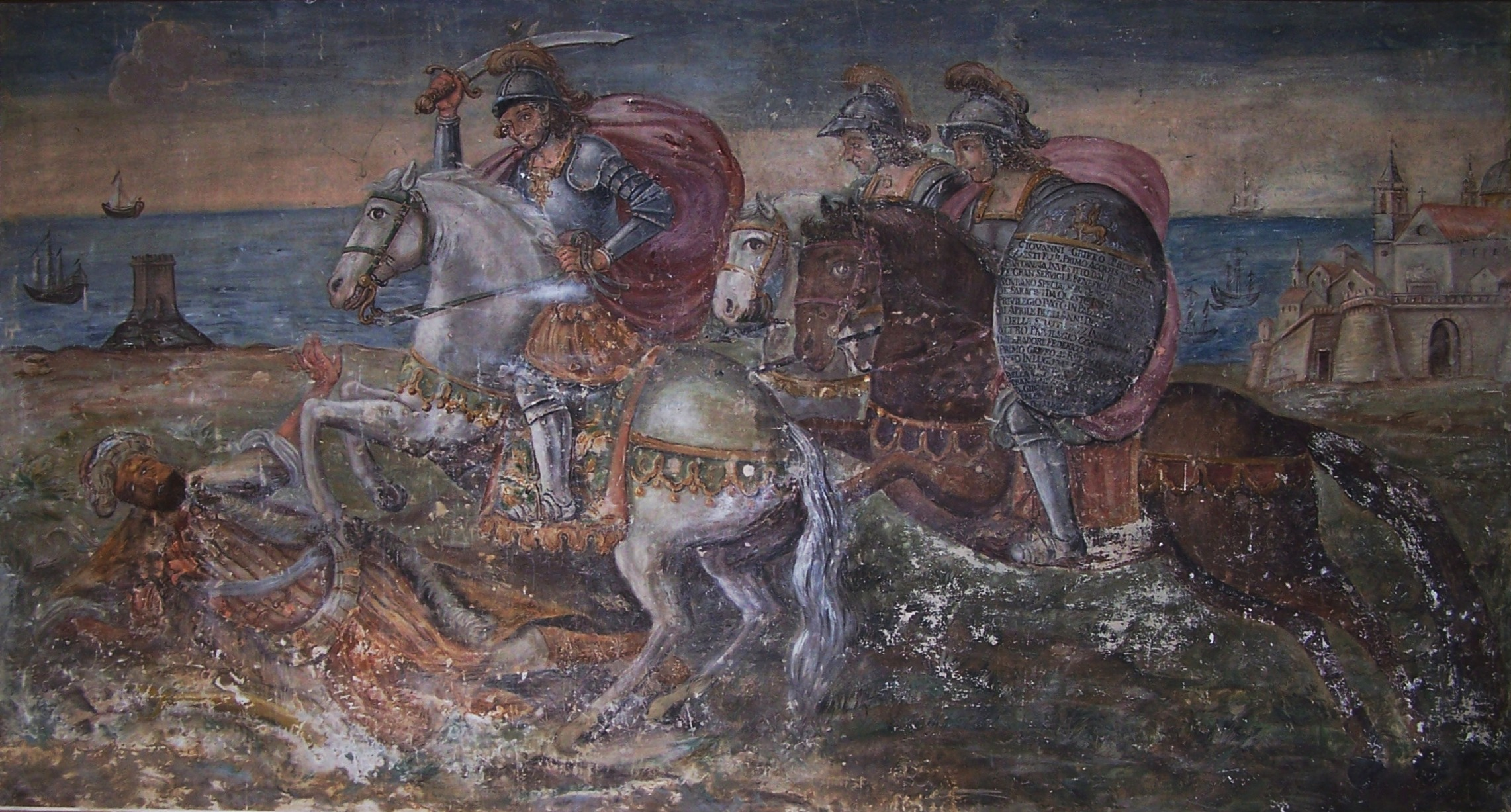
Affresco con il Gran Conte Ruggero e Giovanni I Grifeo nella sala delle feste del Castello partannese

L'impresa militare bizantina del generale Giorgio Maniace non ebbe fortuna ma ci pensò il figlio di Euripione, Giovanni I Grifeo ad avere successo nell'armata del Gran Conte Ruggero D'Altavilla ottenendo nel 1091 il feudo di Partanna. Giovanni aveva già lo stemma col Grifone, non fu un "acquisto" araldico posteriore.
La cosa è testimoniata sia a Castello Grifeo in un affresco del salone principale, sia sulla facciata della Cattedrale di Mazara del Vallo grazie a un gruppo scultoreo con la stessa scena: Giovanni, brandendo il suo scudo col Grifone, difende e affianca Ruggero D'Altavilla mentre travolgono il condottiero saraceno Mogat. Quindi, il Grifone c'era già come emblema della Famiglia quando ancora gli scontri erano in corso.

## Struttura esterna
Il castello Grifeo ha una planimetria articolata su quattro lati, disposti attorno ad un cortile interno che presenta una pianta rettangolare.
L'edificio è nel complesso una costruzione caratterizzata da torri e merlature: alcuni merli sono di tipo “guelfo”, cioè a forma di parallelepipedo e le sue mura sono spesse, realizzate con pietre tenute insieme da malta pozzolanica (tufo di colore grigiastro).
Il castello presenta:
- a sud-ovest il prospetto principale con due ali simmetriche avanzate a forma di torre e collegate da una cortina. Al centro di questo prospetto si apre un portale strombato sul quale si trova una piccola torre difensiva (bertesca) con una feritoia che consentiva l'introduzione di un arco.

Ai lati del portale ci sono quattro finestre architravate, due per lato, incorniciate da pietre squadrate; merli guelfi completano la simmetria del prospetto.
Al primo livello sono presenti cinque aperture a forma di arco acuto; il livello è completato da merli guelfi. Il secondo livello presenta al centro una specie di torretta rialzata con coronamento merlato;
- a nord-ovest una bertesca con caditoia e nell'angolo una piccola torre con basamento a scarpa. Questo lato era originariamente l'ingresso principale del castello.
- a nord-est un portale a bugne con disposizione a raggiera, in stile tardo- manieristico, completato nella parte superiore da merli rettangolari. La costruzione del portale fu voluta nel 1658 dal principe Domenico Grifeo per assecondare lo sviluppo urbanistico verso nord e, oggi, è l'ingresso principale del castello.
- orientato a sud-est, il quarto lato del castello che si affaccia su un giardino a terrazze; questo lato è visibile solo da una via secondaria che lo delimita.[19]

## Struttura interna
Il castello si sviluppa su un piano terra e un seminterrato.
Dal portale del lato nord-est si accede al cortile interno a pianta rettangolare che consente, poi, di accedere ai vari ambienti; una scala coperta collega, invece, il cortile con il giardino collocato a un livello inferiore.
Un altro ingresso, su cui è collocato lo stemma della famiglia Adragna, introduce nei locali baronali e un terzo ingresso (centrale), invece, sormontato dallo stemma Grifeo, dà accesso al salone più importante dell'edificio.
Questo salone, che un tempo era usato come sala banchetti, è caratterizzato:
- da un arco a tutto sesto che divide il locale in due zone
- da pavimentazione in ceramica tipica del Novecento
- da volte a schifo
- da una porta a vetri in stile liberty

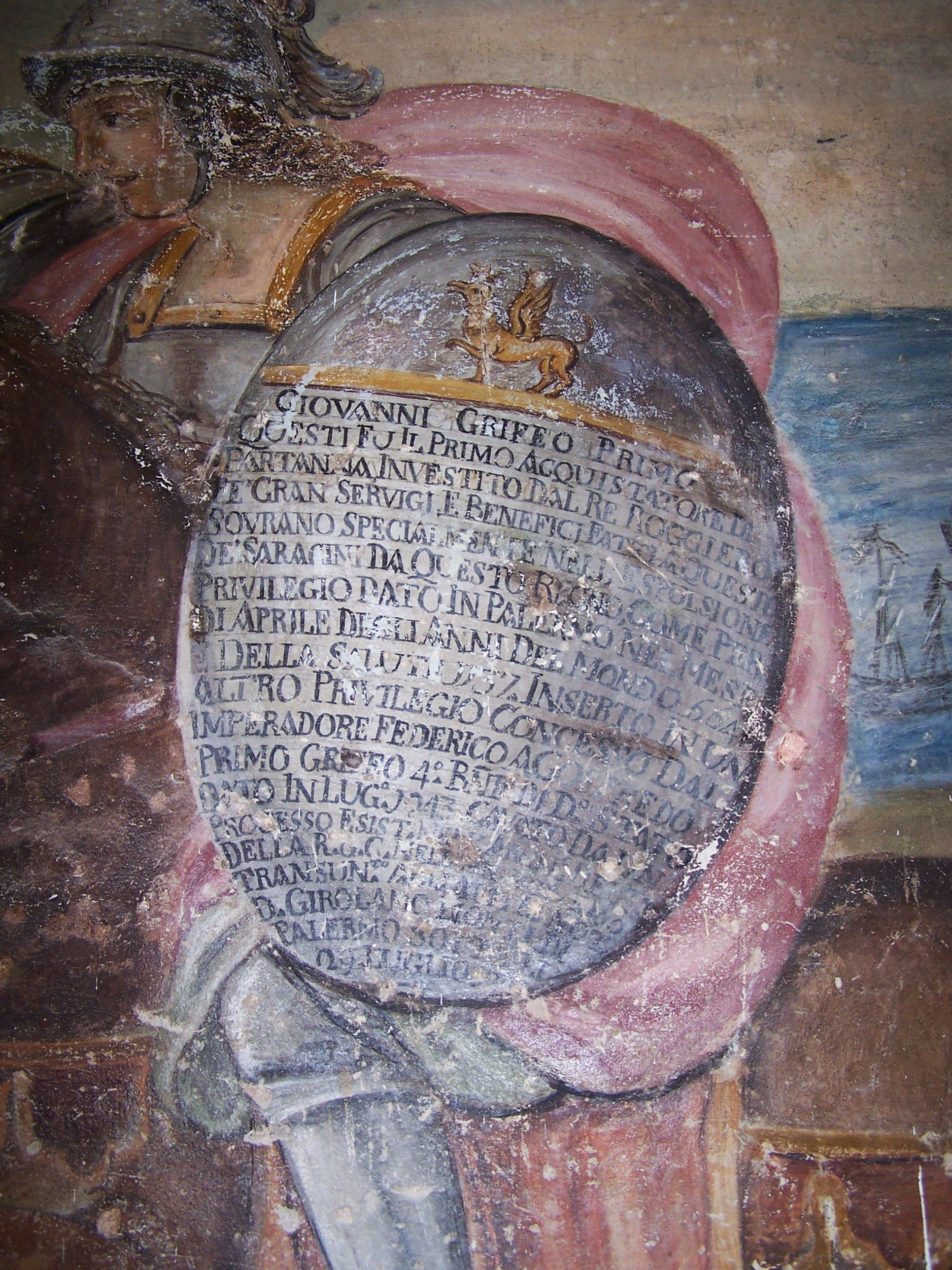
Particolare dell'affresco nel Salone delle Feste o Sala delle Armi (scudo con Grifone e il testo che richiama le concessioni del feudo e le origini della famiglia Grifeo)

Il salone, detto anche “sala delle armi”, conserva un affresco del 1777 che raffigura 3 cavalieri cristiani durante la battaglia di Mazara.
In primo piano è affrescato il Gran Conte Ruggero mentre sta per uccidere l'arabo Mokarta (o Mogat) e, al suo seguito, uno dei due cavalieri è identificabile con Giovanni I Grifeo il primo a ottenere il Feudo di Partanna dalle mani del condottiero normanno (l'evento è leggibile nello stesso scudo imbracciato da Giovanni, sotto alla figura araldica del Grifone).
Il mare e una città fortificata, Mazara, luogo dello scontro, fanno da sfondo all'affresco.
Nel salone delle armi è stata allestita una pinacoteca costituita da pale d’altare provenienti da alcune chiese distrutte; tra queste un polittico della Madonna del Rosario del 1585 ad opera del fiammingo Simon de Wobreck.
In questa pala il volto dei Santi e della Madonna raffigurati sono stati rovinati e volutamente non ripristinati da un successivo restauro.
Altri ambienti comunicano con la “sala delle armi” e su un lato del salone vi è una piccola porta che conduce ad una stanza di clausura detta “cella della monaca”, luogo in cui forse viveva rinchiusa una religiosa della famiglia Grifeo.
Le altre sale del castello non conservano più gli arredi di un tempo e sono adibite a museo archeologico della preistoria nel quale sono esposti reperti dell'età neolitica e dell'età del bronzo provenienti dalla Contrada Stretto, zona archeologica del territorio partannese.
La collezione esposta consiste in vasellame, zanne di elefanti, scheletri umani, asce e bicchieri campaniformi.
Accanto al salone principale si trova la sala da pranzo collegata al giardino tramite una scala esterna.
Nel giardino vi sono gli ingressi che portano ai locali sotterranei:
- le scuderie con volte a botte e caratterizzate da cunicoli sotterranei che si presume collegassero il castello ad altri edifici dell'epoca (oggi sono utilizzate come sale conferenze);
- le cantine dove si trovano le botti costruite in situ in noce di Slavonia e gli antichi torchi per la produzione dell'olio e del vino.

In alcuni locali delle cantine è allestito un museo etno-antropologico costituito da strumenti e arnesi della civiltà contadina.